# Едуард Краземанн
Едуард Краземанн (нім. Eduard Crasemann; 5 березня 1891, Гамбург — 29 квітня 1950, Верль) — німецький воєначальник, генерал артилерії вермахту. Кавалер Лицарського хреста Залізного хреста з дубовим листям.

## Біографія
11 лютого 1910 року вступив в 46-й польовий артилерійський полк. Учасник Першої світової війни, командир батареї, дивізійний і полковий ад'ютант. В травні-листопаді 1918 року — 2-й офіцер Генштабу (квартирмейстер) штабу 35-ї піхотної дивізії. 30 квітня 1919 року звільнений у відставку. 1 жовтня 1936 року вступив у ландвер, 12 жовтня 1937 року переведений в 10-й відділ Генштабу сухопутних військ.
З 1 квітня 1939 року — командир батареї 73-го артилерійського полку. Учасник Польської кампанії. З 1 лютого 1940 року — командир 2-го дивізіону 78-го артилерійського полку. Учасник Французької кампанії. З 1 травня 1941 року — командир 33-го артилерійського полку. Учасник Німецько-радянської війни. В травні-липні і в листопаді 1942 року тимчасово командував 15-ю танковою дивізією. Учасник Африканської кампанії, відзначився в боях під Ель-Аламейном. 5 квітня 1944 року переведений в резерв і відправлений на курси дивізійних командирів. З 6 липня 1944 року — командир 26-ї танкової дивізії, з 29 січня 1945 року — 12-го танкового корпусу СС. 16 квітня 1945 року взятий в полон британськими військами.
В квітні 1947 року визнаний винним в стратах заручників в Падуї і засуджений до довічного ув'язнення. Помер у в'язниці. 

## Звання
- Фанен-юнкер (11 лютого 1910)
- Фенріх (18 жовтня 1910)
- Лейтенант (18 серпня 1911; патент від 20 серпня 1909)
- Оберлейтенант (18 серпня 1915)
- Гауптман (18 серпня 1918)
- Гауптман служби комплектування (1 листопада 1936)
- Майор служби комплектування (1 червня 1938)
- Оберстлейтенант (1 серпня 1940)
- Оберст (1 лютого 1942)
- Генерал-майор (1 жовтня 1944)
- Генерал-лейтенант (27 лютого 1945)
- Генерал артилерії (20 квітня 1945)

## Нагороди
- Залізний хрест
  - 2-го класу (13 вересня 1914)
  - 1-го класу (15 жовтня 1915)
- Військовий Хрест Фрідріха-Августа (Ольденбург) 2-го і 1-го класу
- Почесний хрест ветерана війни з мечами
- Медаль «За вислугу років у Вермахті» 4-го класу (4 роки)
- Застібка до Залізного хреста
  - 2-го класу (30 вересня 1939)
  - 1-го класу (1 червня 1940)
- Лицарський хрест Залізного хреста з дубовим листям
  - лицарський хрест (26 грудня 1941)
  - дубове листя (№683; 18 грудня 1944)
- Нагрудний знак «За участь у загальних штурмових атаках»
- Нагрудний знак «За поранення» в сріблі
- Нарукавна стрічка «Африка»
- Німецький хрест в золоті (1 листопада 1943)
- Відзначений у Вермахтберіхт (24 листопада 1944)